# Cantonul Allonnes (Sarthe)
Cantonul Allonnes (Sarthe) este un canton din arondismentul Le Mans, departamentul Sarthe, regiunea Pays de la Loire, Franța.

## Comune
| Comune                | Populație (1999) | Cod poștal | Cod INSEE |
| --------------------- | ---------------- | ---------- | --------- |
| Allonnes              | ...              | 72700      | 72003     |
| Chaufour-Notre-Dame   | ...              | 72550      | 72073     |
| Fay                   | ...              | 72550      | 72130     |
| Pruillé-le-Chétif     | ...              | 72700      | 72247     |
| Rouillon              | ...              | 72700      | 72257     |
| Saint-Georges-du-Bois | ...              | 72700      | 72280     |